# Leaf Hound
Leaf Hound je britská rocková skupina. Skupina vznikla v roce 1969, kdy několik hudebníků odešlo od souboru Black Cat Bones. Původními členy skupiny byli Peter French (zpěv), Derek Brooks (kytara), Rod Price (kytara), Stuart Brooks (baskytara) a Keith George-Young (bicí). Price ze skupiny záhy po založení odešel ke skupině Foghat a na jeho místo přišel jeho bratranec Mick Halls. Své první album s názvem Leaf Hound skupina vydala pouze v Německu v roce 1971, krátce poté však stejné album vyšlo pod názvem Growers of Mushroom. Po vydání alba odešli oba Brooksové a přišel nový člen Ron Thomas (baskytara). Ve stejný rok kdy album vyšlo se skupina rozpadla. Pete French později hrál se skupinami Atomic Rooster a Cactus.
K obnovení skupiny Leaf Hound došlo v roce 2004 v sestavě French, Luke Rayner (kytara), Ed Pearson (baskytara) a Jimmy Rowland (bicí). V roce 2007 skupina vydala nové album Unleashed.

## Studiová alba
- Growers of Mushroom (Leaf Hound) (1971)
- Unleashed (2007)[1]